# Aanval op Bredevoort
De Aanval op Bredevoort was een aanval op 19 augustus 1583 op het stadje Bredevoort door opstandige boeren. De aanval mislukte en de boeren werden verjaagd in de richting van Zieuwent.

## Geschiedenis

### Aanloop
Willem van den Bergh was betrokken bij de opstandige boeren, die zich desperaten noemden. ”Dese Boeren noemden haer selven de Desperaten, hadden in haer Vendelen een Sweert met een halven dop van een Eye daer den doyer neven uyt-gheloopen was, seggende sy en hadden tot noch toe om ’t Ey niet willen vechten, nu mosten sy om den dop vechten”. Zij hadden zich tegen de Staatsen gekeerd, zonder pro-Spaans te zijn.

### Mislukte aanval op Bredevoort
Bij de achtervolging van opstandige boeren tot in Zieuwent, na een mislukten aanval op Bredevoort, vluchtten zij uiteindelijk naar het Kasteel Middachten. Het kasteel werd door de opstandelingen aangevallen en geplunderd. In Bredevoort wordt de actie als een persoonlijke wraak ervaren. Luitenant Volckert Pyeters en Arnt van Bueren maakten hiervan melding aan stadhouder Willem van den Bergh. Er werd toezegging gedaan de schade zoveel als mogelijk te vergoeden.

### Nasleep
De Staten-Generaal gaven op 25 augustus dat jaar erop in het kader van de tactiek van de verschroeide aarde het bevel om dorpen binnen de graafschap Zutphen en het landschap Twente plat te branden daar vielen onder andere de heerlijkheid Bredevoort en het gebied van Grol onder. Toen Overijssel een schatting van 7100,- betaalde werd het branden en blaken gestaakt.
1278: Van der Mark · 
1322-26: Reinoud van Gelre · 
1572: Willem van den Bergh ·
1583: Desperaten · 
1597: Maurits van Oranje · 
1606: Frederik Hendrik · 
1672: Bernhard von Galen